# Атлас Джет
«Атлас Джет» (раніше — «Русейр»; юридична назва — ЗАТ «Атлас Джет») — колишня російська авіакомпанія (нині авиаброкер), що спеціалізується на перевезеннях ділової авіації та чартерних рейсах. Базується в аеропортах «Шереметьєво» (Москва), «Толмачево» (Новосибірськ), «Новокузнецьк-Спиченково» (Новокузнецьк) і «Курумоч» (Самара).

## Історія
Авіакомпанія була заснована в 1994 році і вже в листопаді почала операційну діяльність під назвою «CGI Aero». 2002 року була перейменована в «Русейр».
14 липня 2011 року Федеральне агентство повітряного транспорту (Росавіація) ухвалило рішення про призупинення дії сертифіката експлуатанта авіакомпанії «Русейр» на 3 місяці.
17 серпня 2011 року Росавіація анулювала сертифікат експлуатанта авіакомпанії «РусЕйр».
28 жовтня 2011 року авіакомпанія була перейменована в «Атлас Джет».
У 2012 році «Атлас Джет» спробувала у судовому порядку оскаржити рішення Росавіації про анулювання сертифіката експлуатанта авіакомпанії, проте ця спроба не увінчалася успіхом.

## Флот
На червень 2011 року повітряний парк компанії складався з 13 ближньо - і середньомагістральних літаківТу-134 — 8 одиниць, Як-42 — 3 одиниці, Як-40 — 2 одиниці.
За станом на кінець 2014 року перевізник здійснює діяльність авіаброкера з організації чартерних повітряних перевезень російськими авіакомпаніями бізнес-авіації. Раніше були в її флоті Ту-134 передані в авіакомпанію «Центр-Південь».

## Катастрофи
20 червня 2011 Літак Ту-134, бортовий номер 65691 [Архівовано 13 листопада 2017 у Wayback Machine.] зазнав аварії при посадці в 2 кілометрах від республіканського аеропорту "Бесовець" під Петрозаводськом. Загинуло 47 осіб з знаходилися на борту 52.
Єдиний вижив член екіпажу, стюардеса Юлія Скворцова, була згодом звільнена керівництвом компанії «скорочення штату на одну одиницю» тому, що компанія відмовилася компенсувати їй витрати на лікування отриманих травм.